# Saint-Gobain
Saint-Gobain je francouzská společnost specializující se na výrobu, transformaci a distribuci materiálů.
Společnost byla založena Jean-Baptiste Colbertem (1619–1663) v roce 1665 pod názvem Manufacture royale des glaces. Společnost je přítomna v osmašedesáti zemích a v roce 2019 zaměstnávala téměř 171 000 lidí. Od roku 2019 se sídlo společnosti nachází v La Défense, v mrakodrapu Tour Saint-Gobain, v obci Courbevoie.